# Eophileurus baliensis
Eophileurus baliensis är en skalbaggsart som beskrevs av Yamaya och Muramoto 2008. Eophileurus baliensis ingår i släktet Eophileurus och familjen Dynastidae. Inga underarter finns listade i Catalogue of Life.